# Atimura proxima
Atimura proxima es una especie de escarabajo del género Atimura, familia Cerambycidae. Fue descrita científicamente por Breuning en 1939.
Se distribuye por Birmania y Sri Lanka. Posee una longitud corporal de 6-9 milímetros.